# Planetario civico di Lecco
Il Planetario civico di Lecco, conosciuto anche come Planetario Città di Lecco, è una struttura compresa nel sistema museale lecchese ed è situata all'interno di Villa Belgiojoso.
L'obiettivo del Planetario è essere un punto di riferimento per le istituzioni in ambito astronomico, per gli appassionati di astronomia e per chi si avvicina a questo mondo per la prima volta, inoltre si propone di divulgare la conoscenza e lo studio del cielo attraverso incontri e lezioni in cui vengono condivise esperienze e competenze.

## Storia
Il Planetario di Lecco nasce grazie all'iniziativa del gruppo Astrofili Deep Space della città, creato nel 1996, e diventa realtà nel 2004 quando l'amministrazione comunale decide di utilizzare una parte del Palazzo Belgiojoso, già sede dei Musei archeologico e di storia naturale della città, per ospitare il planetario.
La struttura è stata inaugurata nel maggio 2004, ma è diventata attiva solo l'8 gennaio 2005. Il Planetario è stato affidato al gruppo Deep Space di Lecco, allora presieduto da Erasmo Bardelli, che ne è a tutti i diritti il padre.
Dall'ottobre 2016, con l'elezione del nuovo presidente Franco Molteni, la gestione ha concepito un progetto ambizioso, con aperture quotidiane per le scuole, laboratori, campus per bambini e ragazzi, attività interdisciplinari legate al cosmo (dalla musica al teatro, dalla letteratura al cinema) e giornate tematiche speciali.

## Struttura
L'edificio del Planetario è composto da vari ambienti: la biglietteria, una biblioteca per i soci, un locale dedicato alla mostra di strumenti astronomici e una sala multimediale utilizzata per le conferenze; ma il cuore della struttura è il proiettore situato nella cupola.

### Cupola
La cupola del Planetario ha un diametro di otto metri di diametro e una capienza di 62 posti, che la collocano ai primi posti in Italia. Il materiale impiegato per la cupola è acciaio verniciato e la sua superficie raccoglie la luce proiettata dallo strumento al centro della sala, riproducendo un cielo assolutamente identico a quello reale. Sulla cornice della cupola è possibile vedere le sagome degli edifici e dei paesaggi più significativi della città, tra cui il Campanile di San Nicolò, il Resegone e il centro commerciale La Meridiana.

### Proiettore
Il fulcro dell'intera struttura è il proiettore modello Gambato, i cui movimenti sono guidati con comandi elettrici che gli consentono di riprodurre i moti apparenti della sfera celeste e di visualizzare tutti i corpi celesti in qualsiasi ora, data o epoca storica; è possibile vedere 3200 stelle. Inoltre è in grado di proiettare i punti cardinali, le costellazioni, i segni zodiacali e simulare fenomeni astronomici importanti come eclissi o esplosioni di supernove. 

### Sala multimediale
La sala multimediale, attigua alla cupola, è un locale utilizzato per le conferenze e i laboratori proposti dal planetario che non richiedono la riproduzione della volta celeste, ma solo la proiezione di immagini e filmati.

### Osservatorio
L'osservatorio presente al Planetario è stato inaugurato il 19 settembre 2011 alla presenza dell'astronauta Umberto Guidoni. La piccola cupola, situata sul piano tetto dell'edificio, di fianco a quella che ospita il proiettore, proviene dal Canada e all'interno è presente un telescopio Celestron C11, catadiottrico Schmidt-Cassegrain comandato in remoto, che consente di osservare tutto il cielo anche dalla sala conferenze.

## Sala strumenti
All'interno del Planetario è possibile osservare strumenti autocostruiti dagli esperti del gruppo Deep Space.

### La spark chamber
È una camera a scintillazione per la rilevazione di raggi cosmici che rivela visivamente la caduta di particelle elusive chiamate muoni, generate dall'impatto dei raggi cosmici con l'atmosfera terrestre.

### Rivelatore di particelle cosmiche
Creato dopo una visita al CERN di Ginevra, nasce un modello domestico di rilevatore di particelle. È utilizzato per lo stesso scopo della spark chamber, ma invece di essere un modello a scintillatori, è composto da tubi a luce fluorescente.

### Simulatore di eclissi
Un modellino creato con materiale di riuso per spiegare perché a ogni lunazione non avviene un'eclisse di luna o di sole.

### Tubo di Newton
Uno strumento didattico per dimostrare che l'accelerazione e la velocità di due corpi con pesi e forme diverse, che cadono nel vuoto, sono uguali.

### Altri strumenti
Altri strumenti creati dall'associazione sono un orologio da 24 ore, un notturlabio e vari modellini di eventi astronomici.

## Eventi
- ogni primo e terzo sabato del mese si può assistere agli spettacoli dedicati ai bambini. Ogni domenica si può assistere invece alle proiezioni della volta celeste accompagnate dalla spiegazione di esperti, adatte a tutte le fasce di pubblico.
- ogni venerdì il Planetario propone una conferenza per approfondire diversi temi dell'astronomia
- nell'anno si susseguono diverse giornate speciali, come quelle dedicate a Star Wars, ai supereroi, all'Asteroid Day o legate a fenomeni astronomici di eccezionale interesse.

Dal 2009 il Planetario è sede ufficiale della convention nazionale annuale AstronautiCon, nata nel 2006, che ogni anno porta nella città importanti personaggi in ambito astronautico (tra gli ospiti si sono annoverati. Samantha Cristoforetti, Umberto Guidoni, Mike Fincke e Sandra Magnus).

### Ospiti importanti ed eventi speciali
- Sabato 20 novembre 2010 è stata ospite al Planetario l'astronauta Samantha Cristoforetti.[8][9]
- Il 22 novembre 2009, durante la manifestazione “AstronautiCON” è stato ospite al Planetario il famoso astronauta statunitense Michael Fincke.
Un anno dopo la conferenza da lui tenuta, Michael Fincke ha chiesto di poter portare con sé nello spazio un simbolo di Lecco. Così nel corso della missione STS-134 sulla Stazione spaziale internazionale, una bandiera italiana con lo stemma della città e del gruppo Astrofili Deep Space di Lecco è salita a bordo dello Space Shuttle Endeavour diretta nello spazio.[10][11]
- A settembre 2011, nell'ambito del Varenna Fisica Festival, è stato ospite l'astronauta italiano Umberto Guidoni, il primo europeo a raggiungere la Stazione spaziale internazionale.[12]